# 和歌山県立神島高等学校
和歌山県立神島高等学校（わかやまけんりつ かしまこうとうがっこう）は、和歌山県田辺市文里（もり）に所在する公立の高等学校。

## 概要
2006年4月に、和歌山県立田辺商業高等学校の名称変更によって誕生した。旧校名に基づく略称は田商（でんしょう）であった。普通科と経営科学科を設置している。かつては商業科が存在していたが、募集停止された。段階的な商業科の縮小と同時に普通科の定員が増え、校名を変更することになった。
校章はハカマカズラの葉の形を図案化したものである。これは、この学校が天然記念物に指定されている神島に近く、この島の貴重な植物として有名なのがこの植物だからである。
写真部は全国高等学校写真選手権大会を2017年から3連覇している。

## 教育目標
本校は、普通科並びに経営科学科を有する総合制高校である。その教育内容は普通科教育および専門教育の分野にわたるが、真に目指すものは全人的な人間の育成である。よって教育方針を次のように定める。
1. 合理的な思考力と判断力  あらゆる学習を通じ、合理的な思考力と判断力を養い、物事を客観的に洞察し、主体的に解決しうる能力を養成する。
2. 個人の尊厳を重んじる人間の育成 個人の尊厳を重んじ、人権を尊重する態度を養い、差別のないよりよい社会の実現にとりくむ人間を育成する。
3. 協力する精神の涵養と個性の伸長 協力する精神を養うと共に、豊かな情操を培い、自己の能力を発揮して、明るい社会の形成に貢献し得る人間を育成する。
4. 健全な心身の陶冶とキャリア教育の推進 精神の練磨と身体の鍛練を通じ、強い意思と健康な身体を持つはつらつとした青年を育むと共に職業観・勤労観・人生観を養い、自立した人間を育成する。

## 設置学科
- 普通科 - 1年からIコース、IIコースのコース選択がある。IIコースは習熟度の高いクラス編成で、入るには選抜テストがある。2年ではIコースの人は、普通・総合・国際系列からコース選択する。
- 経営科学科

## 沿革
- 1956年3月 - 和歌山県立田辺商業高等学校として商業科、商業家庭科で開校。
- 1979年4月 - 普通科を開設。
- 1995年4月 - 商業科、募集停止。情報処理科、国際会計科、流通ビジネス科を新設。
- 2005年4月 - 商業家庭科、情報処理科、国際会計科、流通ビジネス科を募集停止。経営科学科を新設。
- 2006年4月 - 現校名に改称

## 関係者

### 主な卒業生
- 泉清 - FM TANABE株式会社代表取締役
- 小西博之 - 俳優
- 篠岡美佳（Mika） - 元アイドル歌手。夫は伊集院光
- atagi - 歌手、Awesome City Clubのボーカル・ギター

### 職員
- 辻博司 - 理科実験助手、硬式野球部指導者

## アクセス
- JRきのくに線紀伊新庄駅 徒歩約30分